# Luca Rigoni (calciatore)
Luca Rigoni (Schio, 7 dicembre 1984) è un allenatore di calcio ed ex calciatore italiano, di ruolo centrocampista.

## Biografia
È figlio di Gianluigi Rigoni (soprannominato Pecora), ex calciatore di Lanerossi Vicenza, Padova, Abano e Giorgione, la cui famiglia è originaria di Asiago. Anche suo fratello minore Nicola è un calciatore.
Sposato con Giada Visentini nel 2011, nel 2012 è diventato padre di Tommaso e nel 2017 di Raffaele.

## Caratteristiche tecniche
Mediano incontrista, con compiti di copertura e di recupero della palla, nel ChievoVerona è stato impiegato prevalentemente come regista davanti alla difesa. Con il passaggio al Palermo mantiene inizialmente tale ruolo salvo poi esser spostato nella posizione di interno di centrocampo.

## Carriera

### Club

#### Vicenza, Reggina e Piacenza
Cresciuto nel Vicenza, debutta con la prima squadra nella stagione 2002-2003 in Serie B. La stagione successiva, sotto la guida di Giuseppe Iachini, Rigoni diventa titolare della formazione biancorossa; chiude l'annata con 31 presenze e 2 gol, venendo riconfermato titolare anche nella stagione 2004-2005, conclusa con la retrocessione dopo i play-out contro la Triestina, anche se poi il Vicenza manterrà la categoria, dopo il declassamento del Genoa, per la combine Genoa - Venezia (3-2) e i dissesti finanziari di Perugia e Salernitana, anch'esse retrocesse.
Nell'estate del 2005 passa alla Reggina in compartecipazione; con i calabresi debutta in Serie A il 28 agosto 2005, nella sconfitta interna per 3-0 contro la Roma. Nel gennaio 2006, dopo 4 apparizioni, viene ceduto in prestito al Piacenza, dove ritrova Iachini. Chiuso nel suo ruolo da Luigi Riccio e Damiano Moscardi, termina la stagione con altre 9 presenze.
Nel giugno del 2006 viene interamente riscattato dal Vicenza, e in maglia biancorossa disputa 36 partite con un gol nella stagione 2006-2007; riconfermato anche per la prima parte della stagione 2007-2008, gioca 15 partite segnando 2 reti.

#### ChievoVerona
Nel mese di gennaio 2008 passa in compartecipazione al ChievoVerona, espressamente richiesto da Iachini. Colleziona 11 presenze, per lo più spezzoni di gara, che gli hanno comunque consentito di festeggiare l'immediato ritorno nella massima serie. Riconfermato in Serie A, disputa una prima parte di campionato da riserva; dopo la sostituzione di Iachini con Domenico Di Carlo diventa stabilmente titolare, al posto di Vincenzo Italiano. Il 1º febbraio 2009 mette a segno il suo primo gol in Serie A in ChievoVerona-Sampdoria (1-1), e a fine stagione viene interamente riscattato dai clivensi. Mantiene il posto da titolare anche nelle annate successive; nel campionato 2009-2010 realizza una rete a Livorno contro la squadra amaranto.
Nell'agosto 2010 rinnova il contratto con il ChievoVerona fino al 2015. Conclude l'anno successivo con 29 presenze e un gol.
Nella stagione 2011-2012 realizza due gol in campionato e in quella dopo una rete a San Siro contro l'Inter (partita persa per 3-1). Nel campionato 2013-2014 segna il terzo gol in stagione contro il Catania in casa (2-0) superando il suo record di reti in una singola stagione in Serie A. Si ripete contro il Bologna in casa il 26 marzo, chiudendo quindi la stagione con 4 reti all'attivo. Nel 2014 lascia il ChievoVerona.

#### Palermo
Il 25 luglio 2014 si trasferisce al Palermo firmando un contratto triennale, ritrovando Giuseppe Iachini come tecnico per la quarta volta. Esordisce con la maglia rosanero nella prima partita utile, ossia la gara del terzo turno di Coppa Italia disputata il 24 agosto e persa per 3-0 contro il Modena. Il 29 ottobre 2014 segna la prima rete in maglia rosanero che è decisiva per battere il ChievoVerona, sua ex squadra, nella partita della nona giornata di campionato (1-0). Il 21 dicembre seguente, nella gara della 16ª giornata, segna la sua quarta rete in campionato nel 3-3 esterno contro l'Atalanta che gli fa eguagliare il record personale in termini realizzativi dell'annata precedente; tale record viene superato nella partita del 14 febbraio 2015 in cui segna nel 3-1 contro in Napoli.
Il 3 dicembre 2015 viene messo fuori rosa, insieme a Enzo Maresca e Fabio Daprelà, per alcune divergenze con il presidente Maurizio Zamparini a seguito della sconfitta casalinga 2-3 contro l'Alessandria nel quarto turno di Coppa Italia.

#### Genoa
Il 28 dicembre 2015 si trasferisce per mezzo milione di euro al Genoa firmando un contratto di 2 anni e mezzo. Il 5 gennaio 2016 fa il suo esordio con la maglia dei grifoni nel derby contro la Sampdoria (perso dai rossoblu per 3-2), entrando al 45º minuto al posto di Džemaili. Il 6 marzo 2016 segna il suo primo gol nella vittoria interna per 1-0 contro l'Empoli.

#### Parma e ritorno al Vicenza
Nell'estate 2018 lascia il Genoa dopo 2 anni e mezzo per approdare al Parma, neopromosso in A, firmando un contratto annuale con opzione per un anno aggiuntivo. Trova il primo gol il 7 ottobre seguente, nella vittoria per 3-1 proprio sul campo del Genoa, sua ex squadra. Si ripete nel pareggio in trasferta contro l'Empoli, terminato 3-3, dove mette a segno il temporaneo 2-1.
Nell'estate seguente il Parma usufruisce della clausola nel contratto e lo prolunga fino al 30 giugno 2020. Tuttavia il 2 settembre 2019 fa ritorno al Vicenza dopo 11 anni firmando un contratto annuale, poi rinnovato. L'8 febbraio 2022 annuncia il ritiro dal calcio giocato.
Nel settembre dello stesso anno consegue il patentino UEFA A a Coverciano che abilita ad allenare formazioni giovanili e squadre fino alla Lega Pro e consente di essere allenatore in seconda in Serie A e B.
Il 18 luglio 2022 viene presentato come nuovo allenatore della formazione U17 del Vicenza. Vince il campionato di categoria in finale contro Albinoleffe. La stagione successiva viene promosso come allenatore della formazione Primavera. Trascorre due annate alla guida della formazione vicentina nel campionato Primavera 2 portandoli a giocarsi gli spareggi play off.

### Nazionale
Il 18 febbraio 2004, da giocatore del Vicenza, viene convocato dall'Under-20 per disputare la partita Germania-Italia (2-1).

## Statistiche

### Presenze e reti nei club
| Stagione            | Squadra             | Campionato          | Campionato | Campionato | Coppe nazionali | Coppe nazionali | Coppe nazionali | Coppe continentali | Coppe continentali | Coppe continentali | Altre coppe | Altre coppe | Altre coppe | Totale | Totale |
| Stagione            | Squadra             | Comp                | Pres       | Reti       | Comp            | Pres            | Reti            | Comp               | Pres               | Reti               | Comp        | Pres        | Reti        | Pres   | Reti   |
| ------------------- | ------------------- | ------------------- | ---------- | ---------- | --------------- | --------------- | --------------- | ------------------ | ------------------ | ------------------ | ----------- | ----------- | ----------- | ------ | ------ |
| 2002-2003           | Vicenza             | B                   | 2          | 0          | CI              | 0               | 0               | -                  | -                  | -                  | -           | -           | -           | 2      | 0      |
| 2003-2004           | Vicenza             | B                   | 31         | 2          | CI              | 1               | 0               | -                  | -                  | -                  | -           | -           | -           | 32     | 2      |
| 2004-2005           | Vicenza             | B                   | 29+2       | 2+0        | CI              | 2               | 0               | -                  | -                  | -                  | -           | -           | -           | 33     | 2      |
| 2005-gen. 2006      | Reggina             | A                   | 4          | 0          | CI              | 0               | 0               | -                  | -                  | -                  | -           | -           | -           | 4      | 0      |
| gen.-giu. 2006      | Piacenza            | B                   | 9          | 0          | CI              | -               | -               |                    | -                  | -                  |             | -           | -           | 9      | 0      |
| 2006-2007           | Vicenza             | B                   | 36         | 1          | CI              | 0               | 0               | -                  | -                  | -                  | -           | -           | -           | 36     | 1      |
| 2007-gen. 2008      | Vicenza             | B                   | 15         | 2          | CI              | 2               | 0               | -                  | -                  | -                  | -           | -           | -           | 17     | 2      |
| gen.-giu. 2008      | ChievoVerona        | B                   | 11         | 0          | CI              | -               | -               | -                  | -                  | -                  | -           | -           | -           | 11     | 0      |
| 2008-2009           | ChievoVerona        | A                   | 21         | 1          | CI              | 0               | 0               | -                  | -                  | -                  | -           | -           | -           | 21     | 1      |
| 2009-2010           | ChievoVerona        | A                   | 24         | 1          | CI              | 2               | 0               | -                  | -                  | -                  | -           | -           | -           | 26     | 1      |
| 2010-2011           | ChievoVerona        | A                   | 29         | 1          | CI              | 0               | 0               | -                  | -                  | -                  | -           | -           | -           | 29     | 1      |
| 2011-2012           | ChievoVerona        | A                   | 25         | 2          | CI              | 2               | 0               | -                  | -                  | -                  | -           | -           | -           | 27     | 2      |
| 2012-2013           | ChievoVerona        | A                   | 31         | 1          | CI              | 1               | 0               | -                  | -                  | -                  | -           | -           | -           | 32     | 1      |
| 2013-2014           | ChievoVerona        | A                   | 33         | 4          | CI              | 1               | 0               | -                  | -                  | -                  | -           | -           | -           | 34     | 4      |
| Totale ChievoVerona | Totale ChievoVerona | Totale ChievoVerona | 174        | 10         |                 | 6               | 0               |                    | -                  | -                  |             | -           | -           | 180    | 10     |
| 2014-2015           | Palermo             | A                   | 31         | 9          | CI              | 1               | 0               |                    | -                  | -                  | -           | -           | -           | 32     | 9      |
| 2015-gen. 2016      | Palermo             | A                   | 10         | 1          | CI              | 2               | 1               | -                  | -                  | -                  | -           | -           | -           | 12     | 2      |
| Totale Palermo      | Totale Palermo      | Totale Palermo      | 41         | 10         |                 | 3               | 1               |                    | -                  | -                  |             | -           | -           | 44     | 11     |
| gen.-giu. 2016      | Genoa               | A                   | 18         | 3          | CI              | 0               | 0               | -                  | -                  | -                  | -           | -           | -           | 18     | 3      |
| 2016-2017           | Genoa               | A                   | 31         | 3          | CI              | 0               | 0               | -                  | -                  | -                  | -           | -           | -           | 31     | 3      |
| 2017-2018           | Genoa               | A                   | 23         | 2          | CI              | 0               | 0               | -                  | -                  | -                  | -           | -           | -           | 23     | 2      |
| Totale Genoa        | Totale Genoa        | Totale Genoa        | 72         | 8          |                 | 0               | 0               |                    |                    |                    |             |             |             | 72     | 8      |
| 2018-2019           | Parma               | A                   | 23         | 2          | CI              | 1               | 0               | -                  | -                  | -                  | -           | -           | -           | 24     | 2      |
| Totale Parma        | Totale Parma        | Totale Parma        | 23         | 2          |                 | 1               | 0               |                    |                    |                    |             |             |             | 24     | 2      |
| 2019-2020           | LR Vicenza          | C                   | 19         | 0          | CI              | 0               | 0               | -                  | -                  | -                  | -           | -           | -           | 19     | 0      |
| 2020-2021           | LR Vicenza          | B                   | 26         | 2          | CI              | 0               | 0               | -                  | -                  | -                  | -           | -           | -           | 26     | 2      |
| 2021-feb. 2022      | LR Vicenza          | B                   | 4          | 0          | CI              | 1               | 0               | -                  | -                  | -                  | -           | -           | -           | 5      | 0      |
| Totale Vicenza      | Totale Vicenza      | Totale Vicenza      | 142+2      | 9+0        |                 | 6               | 0               |                    | -                  | -                  |             | -           | -           | 170    | 9      |
| Totale carriera     | Totale carriera     | Totale carriera     | 487        | 39         |                 | 16              | 1               |                    |                    |                    |             |             |             | 503    | 40     |

## Palmarès
- Campionato italiano di Serie B: 1

Chievo: 2007-2008
- Serie C: 1

L.R. Vicenza: 2019-2020 (girone B)